# Веслування на байдарках і каное на літніх Олімпійських іграх 2020 — байдарки-четвірки, 500 метрів (чоловіки)
Змагання з веслування на байдарках-четвірках на дистанції 500 м серед чоловіків на літніх Олімпійських іграх 2020 відбулися 6 - 7 серпня 2021 року на Веслувальному каналі Сі Форест. Змагалися 40 байдарочників з 10-ти країн.

## Формат змагань
Змагання з веслування на байдарках і каное в спринті складаються з чотирьох раундів: попередніх заїздів, чвертьфіналів, півфіналів і фіналів. Особливості проходження етапів залежать від кількості човнів, що розпочинають змагання.

## Розклад
Змагання в цій дисципліні відбулися впродовж двох днів поспіль, два раунди на день. Всі сесії розпочинаються о 9:30 за місцевим часом. Під час однієї сесії можуть відбуватися змагання в кількох різних дисциплінах.
| З | Попередні заїзди | ¼ | Чвертьфінали | ½ | Півфінали | Ф | Фінал |

| Дисципліна↓/Дата →    | Пон 2 | Пон 2 | Вів 3 | Вів 3 | Сер 4 | Сер 4 | Чет 5 | Чет 5 | П'ят 6 | П'ят 6 | Суб 7 | Суб 7 |
| --------------------- | ----- | ----- | ----- | ----- | ----- | ----- | ----- | ----- | ------ | ------ | ----- | ----- |
| Б-4, 500 м (чоловіки) |       |       |       |       |       |       |       |       | З      | З      | ½     | F     |

## Результати

### Заїзди
Перший і другий човни виходять до півфіналу, решта - потрапляють до чвертьфіналу. 

#### Заїзд 1
| Місце | Доріжка | Байдарочники                                                     | Країна           | Час      | Примітки |
| ----- | ------- | ---------------------------------------------------------------- | ---------------- | -------- | -------- |
| 1     | 5       | Макс Рендшмідт Рональд Рауе Том Лібшер Макс Лемке                | Німеччина (GER)  | 1:21.890 | SF       |
| 2     | 2       | Лаклан Тейм Райлі Фітцсіммонс Маррей Стюарт Джордан Вуд          | Австралія (AUS)  | 1:22.662 | SF       |
| 3     | 4       | Владислав Литвинов Дмитро Натинчик Ілля Федоренко Микита Бориков | Білорусь (BLR)   | 1:22.896 | QF       |
| 4     | 7       | Ян Сяосюй Ван Кункан Чжан Дун Бу Тінкай                          | Китай (CHN)      | 1:24.264 | QF       |
| 5     | 3       | Емануел Сілва Жуан Рібейро Мессіаш Баптіста Давід Варела         | Португалія (POR) | 1:25.515 | QF       |
| 6     | 6       | Кейдзі Мідзумото Момотаро Мацусіта Юсуке Міята Хірокі Фудзісіма  | Японія (JPN)     | 1:32.295 | QF       |

#### Заїзд 2
| Місце | Доріжка | Байдарочники                                                                 | Країна                           | Час      | Примітки |
| ----- | ------- | ---------------------------------------------------------------------------- | -------------------------------- | -------- | -------- |
| 1     | 5       | Саул Кравіотто Маркус Вальц Карлос Аревало Родріго Гермаде                   | Іспанія (ESP)                    | 1:21.658 | OB, SF   |
| 2     | 4       | Самуель Балаж Деніс Мишак Ерік Влчек Адам Ботек                              | Словаччина (SVK)                 | 1:21.807 | SF       |
| 3     | 2       | Ніколас Матвеєв Марк де Йонг П'єр-Люк Пулен Саймон Мактевіш                  | Канада (CAN)                     | 1:26.824 | QF       |
| 4     | 6       | Артем Кузахметов Олександр Сергеєв Аношкін Роман Сергійович Максим Спесивцев | Олімпійський комітет Росії (ROC) | 1:30.763 | QF       |
| 5     | 3       | Бенце Надаш Корнел Беке Колош Чизмадіа Шандор Тотка                          | Угорщина (HUN)                   | 1:34.274 | QF       |

### Чвертьфінали
Перші шість човнів виходять до півфіналу, решта - вибувають.
| Місце | Доріжка | Байдарочники                                                                 | Країна                           | Час      | Примітки |
| ----- | ------- | ---------------------------------------------------------------------------- | -------------------------------- | -------- | -------- |
| 1     | 2       | Бенце Надаш Корнел Беке Колош Чизмадіа Шандор Тотка                          | Угорщина (HUN)                   | 1:23.727 | SF       |
| 2     | 5       | Владислав Литвинов Дмитро Натинчик Ілля Федоренко Микита Бориков             | Білорусь (BLR)                   | 1:23.848 | SF       |
| 3     | 3       | Ян Сяосюй Ван Кункан Чжан Дун Бу Тінкай                                      | Китай (CHN)                      | 1:24.036 | SF       |
| 4     | 7       | Емануел Сілва Жуан Рібейро Мессіаш Баптіста Давід Варела                     | Португалія (POR)                 | 1:24.325 | SF       |
| 5     | 4       | Ніколас Матвеєв Марк де Йонг П'єр-Люк Пулен Саймон Мактевіш                  | Канада (CAN)                     | 1:24.979 | SF       |
| 6     | 6       | Артем Кузахметов Олександр Сергеєв Аношкін Роман Сергійович Максим Спесивцев | Олімпійський комітет Росії (ROC) | 1:25.564 | SF       |
| 7     | 1       | Кейдзі Мідзумото Момотаро Мацусіта Юсуке Міята Хірокі Фудзісіма              | Японія (JPN)                     | 1:28.211 |          |

### Півфінали
Перші чотири човни виходять до фіналу A, решта - вибувають.   

#### Півфінал 1
| Місце | Доріжка | Байдарочники                                                                 | Країна                           | Час      | Примітки |
| ----- | ------- | ---------------------------------------------------------------------------- | -------------------------------- | -------- | -------- |
| 1     | 5       | Макс Рендшмідт Рональд Рауе Том Лібшер Макс Лемке                            | Німеччина (GER)                  | 1:23.049 | FA       |
| 2     | 4       | Самуель Балаж Деніс Мишак Ерік Влчек Адам Ботек                              | Словаччина (SVK)                 | 1:23.799 | FA       |
| 3     | 3       | Владислав Литвинов Дмитро Натинчик Ілля Федоренко Микита Бориков             | Білорусь (BLR)                   | 1:24.206 | FA       |
| 4     | 2       | Артем Кузахметов Олександр Сергеєв Аношкін Роман Сергійович Максим Спесивцев | Олімпійський комітет Росії (ROC) | 1:24.340 | FA       |
| 5     | 6       | Ян Сяосюй Ван Кункан Чжан Дун Бу Тінкай                                      | Китай (CHN)                      | 1:24.653 |          |

#### Півфінал 2
| Місце | Доріжка | Байдарочники                                                | Країна           | Час      | Примітки |
| ----- | ------- | ----------------------------------------------------------- | ---------------- | -------- | -------- |
| 1     | 5       | Саул Кравіотто Маркус Вальц Карлос Аревало Родріго Гермаде  | Іспанія (ESP)    | 1:24.355 | FA       |
| 2     | 4       | Лаклан Тейм Райлі Фітцсіммонс Маррей Стюарт Джордан Вуд     | Австралія (AUS)  | 1:24.868 | FA       |
| 3     | 3       | Бенце Надаш Корнел Беке Колош Чизмадіа Шандор Тотка         | Угорщина (HUN)   | 1:24.918 | FA       |
| 4     | 6       | Емануел Сілва Жуан Рібейро Мессіаш Баптіста Давід Варела    | Португалія (POR) | 1:25.268 | FA       |
| 5     | 2       | Ніколас Матвеєв Марк де Йонг П'єр-Люк Пулен Саймон Мактевіш | Канада (CAN)     | 1:25.581 |          |

### Фінал
| Місце | Доріжка | Байдарочники                                                                 | Країна                           | Час      | Примітки |
| ----- | ------- | ---------------------------------------------------------------------------- | -------------------------------- | -------- | -------- |
| 1     | 5       | Макс Рендшмідт Рональд Рауе Том Лібшер Макс Лемке                            | Німеччина (GER)                  | 1:22.219 |          |
| 2     | 4       | Саул Кравіотто Маркус Вальц Карлос Аревало Родріго Гермаде                   | Іспанія (ESP)                    | 1:22.445 |          |
| 3     | 3       | Самуель Балаж Деніс Мишак Ерік Влчек Адам Ботек                              | Словаччина (SVK)                 | 1:23.534 |          |
| 4     | 1       | Артем Кузахметов Олександр Сергеєв Аношкін Роман Сергійович Максим Спесивцев | Олімпійський комітет Росії (ROC) | 1:23.654 |          |
| 5     | 7       | Владислав Литвинов Дмитро Натинчик Ілля Федоренко Микита Бориков             | Білорусь (BLR)                   | 1:24.510 |          |
| 6     | 6       | Лаклан Тейм Райлі Фітцсіммонс Маррей Стюарт Джордан Вуд                      | Австралія (AUS)                  | 1:25.025 |          |
| 7     | 2       | Бенце Надаш Корнел Беке Колош Чизмадіа Шандор Тотка                          | Угорщина (HUN)                   | 1:25.068 |          |
| 8     | 8       | Емануел Сілва Жуан Рібейро Мессіаш Баптіста Давід Варела                     | Португалія (POR)                 | 1:25.324 |          |